# تپه یارد آبیارها (۴۵۶)
تپه یارد آبیارها (۴۵۶) مربوط به دوران‌های تاریخی پس از اسلام است و در شوشتر، مزارع کشت و صنعت کارون، اداره چهارم واقع شده و این اثر در تاریخ ۱۷ اسفند ۱۳۸۱ با شمارهٔ ثبت ۷۹۴۱ به‌عنوان یکی از آثار ملی ایران به ثبت رسیده است.